# Gonophora borneana
Gonophora borneana es una especie de insecto coleóptero de la familia Chrysomelidae. Fue descrita en 1939 por Gressitt.